# Capitán Meza
Capitán Meza é um distrito do Paraguai, localizado no departamento de Itapúa.

## Transporte
O município de Capitán Meza é servido pelas seguintes rodovias:
- Ruta 06, que liga Minga Guazú ao município de Encarnación (Departamento de Itapúa)
- Caminho em terra ligando a cidade ao município de Itapúa Poty
- Caminho em pavimento ligando a cidade de San Rafael del Paraná ao município de Pirapó [1][2][3]